# The Notorious Byrd Brothers
《The Notorious Byrd Brothers》는 미국의 록 밴드 버즈의 다섯 번째 음반으로, 1968년 1월 15일, 컬럼비아 레코드에서 발매되었다. 이 음반은 버즈의 60년대 후반 음악 실험의 정점을 나타내며, 밴드는 사이키델리아, 포크 록, 컨트리, 일렉트로닉 음악, 바로크 팝, 재즈의 요소들을 혼합한다. 프로듀서 게리 어셔와 함께 그들은 페이징, 플랜징, 공간 패닝을 포함한 많은 스튜디오 효과와 제작 기술을 광범위하게 사용했다. 또한 버즈는 페달 스틸 기타와 모그 신시사이저를 음악에 도입하여 모그가 등장하는 최초의 LP 발매 중 하나가 되었다.
《The Notorious Byrd Brothers》의 녹음 세션은 1967년 후반 내내 진행되었고 긴장으로 가득 차서 밴드의 두 멤버를 잃었다. 리듬 기타리스트 데이비드 크로스비는 1967년 10월에 해고되었고 드러머 마이클 클라크는 녹음 도중에 세션을 떠났고, 음반 완성 후 마침내 해고되기 전에 잠시 돌아왔다. 또한 1966년 초에 탈퇴했던 오리지널 밴드 멤버 진 클라크는 음반 제작 기간 동안 3주 동안 다시 합류한 후 다시 탈퇴했다. 작가 릭 멩크는 이러한 인사의 변화와 그것의 창조를 둘러싼 갈등에도 불구하고, 《The Notorious Byrd Brothers》는 이 밴드의 가장 응집력 있고 영적인 사운드의 음반 표현이라고 논평했다.
《The Notorious Byrd Brothers》는 빌보드 200 차트에서 47위, 영국 음반 차트에서 12위에 올랐다. 1967년 10월, 제리 고핀과 캐럴 킹의 노래 〈Goin' Back〉의 커버가 음반의 리드 싱글로 발매되어 가벼운 차트 성공을 거두었다. 비록 《The Notorious Byrd Brothers》가 발매 당시 비판적인 찬사를 받았으나, 상업적으로, 특히 미국에서 적당히 성공했을 뿐이다.  이 음반은 나중에 버즈의 가장 실험적이고 진보적인 음반 발매 중 하나로 널리 평가받게 되었다. 버즈 전문가 팀 코너스는 이 음반의 제목이 미국의 서부 개척 시대를 떠올리게 한다고 설명했다.

## 배경
《The Notorious Byrd Brothers》의 녹음은 1967년 후반 동안 심각한 내부 분열과 신랄함으로 특징지어졌다. 버즈는 로저 맥귄, 데이비드 크로스비, 크리스 힐먼, 마이클 클라크로 구성된 4인조 밴드로 녹음 세션을 시작했다. 그러나 음반이 발매될 무렵에는 맥귄과 힐먼 그룹에 남았다. 첫 번째 라인업 변화는 드러머 마이클 클라크가 크로스비와 다른 밴드 멤버들과의 연주 능력에 대한 논쟁과 밴드의 세 작곡가가 제공하는 자료에 대한 명백한 불만 때문에 여러 곡을 연주한 후 세션을 그만두었을 때 일어났다. 그는 일시적으로 스튜디오에서 저명한 세션 드러머 짐 고든과 할 블레인에 의해 대체되었다.
데이비드 크로스비는 맥귄과 힐먼에 의해 해고되었고, 버즈의 전 멤버 진 클라크로 대체되었다. 음반을 완성하기 전, 마이클 클라크도 스스로 망명 생활을 마치고 돌아와 트랙 〈Artificial Energy〉에서 공동 작사, 작곡과 연주를 했지만, 음반이 완성된 후 맥귄과 힐먼으로부터 그가 전 버즈라는 사실을 알게 되었다. 밴드 인력의 변화가 너무 많은 가운데, 맥귄과 힐먼은 음을 완성하기 위해 외부 음악가들에게 의존할 필요가 있었다. 고용된 음악가들 중에는 그룹의 이전 LP에서도 연주한 클래런스 화이트가 있었다. 힐먼과의 우정과 함께 버즈의 《Younger Than Yesterday》와 《Sweetheart of the Rodeo》 음반에 대한 그의 공헌은 결국 그가 밴드의 정식 멤버로 고용되도록 이끌었다.

## 발매 및 반응
| 전문가 평가                   | 전문가 평가 |
| 평가 점수                     | 평가 점수   |
| 출처                          | 점수        |
| ----------------------------- | ----------- |
| AllMusic                      | [ 2 ]       |
| Rolling Stone                 | [ 21 ]      |
| Encyclopedia of Popular Music | [ 22 ]      |

《The Notorious Byrd Brothers》는 1968년 1월 15일, 미국에서 발매되었으며 (카탈로그 항목 CL 2775, 스테레오 카탈로그 항목 CS 9575), 영국에서는 1968년 4월 12일, (카탈로그 항목 63169, 스테레오 카탈로그 항목 S 63169). 그러나, 미국의 출시일에 대한 약간의 논쟁이 있는데, 일부 출처는 그것이 1968년 1월 3일로 앞당겨졌을 수도 있다고 암시한다. 그럼에도 불구하고, 1968년 첫 달 동안 이 음반의 등장은 이 밴드의 많은 팬들을 놀라게 했는데, 이 팬들은 이 음반이 아직 기획 단계에 있다고 현대 언론 보도에 의해 믿게 되었다.
빌보드 200 차트에서 19주 동안 47위로 정점을 찍었지만, 영국 차트에서는 12위에 올라 총 11주를 보냈다. 이 음반의 앞면 커버 사진은 버즈의 《Turn! Turn! Turn!》 음반의 커버를 담당했던 가이 웹스터가 찍었다. 〈Goin' Back〉 싱글은 1967년 10월 20일, 음반에 앞서 발매되었고 빌보드 핫 100에서 89위에 올랐지만 영국에서 차트 작성에 실패했다. 이 음반은 미국에서 모노로 상업적으로 발매된 마지막 버즈 LP로 주목할 만하지만, 후속 음반은 모노와 스테레오 변주곡 모두에서 계속 발매되었다.

## 곡 목록
| #  | 제목                      | 작사·작곡                             | 재생 시간 |
| -- | ------------------------- | ------------------------------------- | --------- |
| 1. | 〈Artificial Energy〉     | 로저 맥귄, 크리스 힐먼, 마이클 클라크 | 2:18      |
| 2. | 〈Goin' Back〉            | 캐럴 킹, 제리 고핀                    | 3:26      |
| 3. | 〈Natural Harmony〉       | 힐먼                                  | 2:11      |
| 4. | 〈Draft Morning〉         | 데이비드 크로스비, 힐먼, 맥귄         | 2:42      |
| 5. | 〈Wasn't Born to Follow〉 | 킹, 고핀                              | 2:04      |
| 6. | 〈Get to You〉            | 맥귄, 힐먼                            | 2:39      |

| #  | 제목                   | 작사·작곡              | 재생 시간 |
| -- | ---------------------- | ---------------------- | --------- |
| 1. | 〈Change Is Now〉      | 힐먼, 맥귄             | 3:24      |
| 2. | 〈Old John Robertson〉 | 힐먼, 맥귄             | 1:49      |
| 3. | 〈Tribal Gathering〉   | 크로스비, 힐먼         | 2:03      |
| 4. | 〈Dolphin's Smile〉    | 크로스비, 힐먼, 맥귄   | 2:00      |
| 5. | 〈Space Odyssey〉      | 맥귄, 로버트 J. 히퍼드 | 3:52      |